# Vladimir Tomić
Vladimir Tomić (født 1980 i Sarajevo) er en dansk kunstner, filmmand og forfatter.
Tomić er uddannet fra Det Kongelige Danske Kunstakademi og Akademie der bildenden Künste Wien. Vladimir Tomics kunstfilm hører til inden for samtidskunst såvel som eksperimentel dokumentar. Ofte med essayistisk tilgang er hovedtemaer i hans produktioner inspireret af meget universelle og menneskelige spændinger, for eksempel mellem den individuelle identitet og samfundets skiftende struktur.
Tomić debuterede med videoværket Dead Nature and Movements ved Charlottenborg Forårsudstilling, 2004.
Videoværket var første del i en trilogi der også bestod af The Mailman og The Pianist.
Trilogien portrætterer tre plejehjembeboere.
Dead Nature and Movements på 4 minutter filmer en ældre kvinde der gennem dagen sidder i en rullestol ved et spisebord. Ved klipning fornemmes tidens gang.
Dokumentarfilmen My lost generation fra 2009 var afgangsværket fra Kunstakademiet.
Tomić stod for instruktion, manuskript, foto og som producer.
Det Danske Filminstitut opsummerede den 32 minutter lange film med:
| „ | I et narrativt spor følger man Vladimir Tomics, delvist selvbiografiske rejse, tilstræbende et generationsportræt sammensat af egne optagelser fra Danmark og Bosnien. I en kompromisløs søgen efter egen identitet, ser man hans historie. | “ |

I 2012 udfyldte han også rollerne rollerne som instruktion, manuskript, foto og som producer i den korte fiktionsfilm Ufærdige rejser.
I 2015 havde dokumentarfilm Flotel Europa premiere. Filmen blev vist på flere internationale filmfestivaler og modtog en række priser.
Ved visning på Berlinale
vandt den Tagesspiegels læserjurys pris
samt Peace Film Prize Special Mention.
Filmen blev vist på IDFA Best of Fests og på Antology Film Archives i New York.
Statens Museum for Kunst erhvervede filmværket i 2019.
Kunstmuseet viste Flotel Europa som en del af Forbindelser - danske kunstnere fra det tidligere Jugoslavien, en udstilling i 2022 og 2023.
Som forfatter debuterede han i september 2022 med romanen Flotel Europa.
I 2020 fik Tomić Det treårige arbejdslegat fra Statens Kunstfond.
I begrundelsen hed det for "personlige fortællinger om historiske hændelser om flugt og krig".